# Doppeltriebwagen

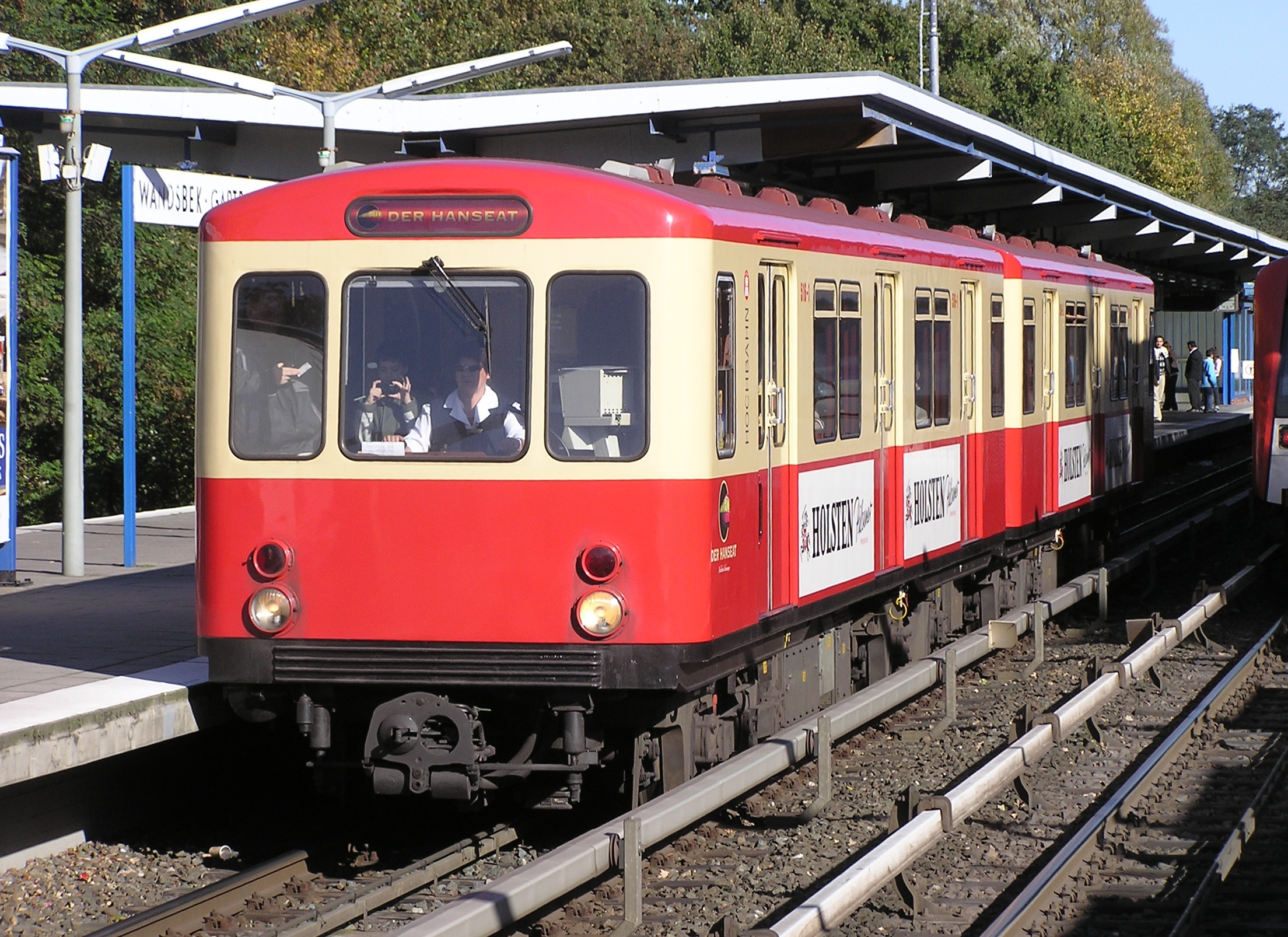
Ein DT1 der U-Bahn Hamburg

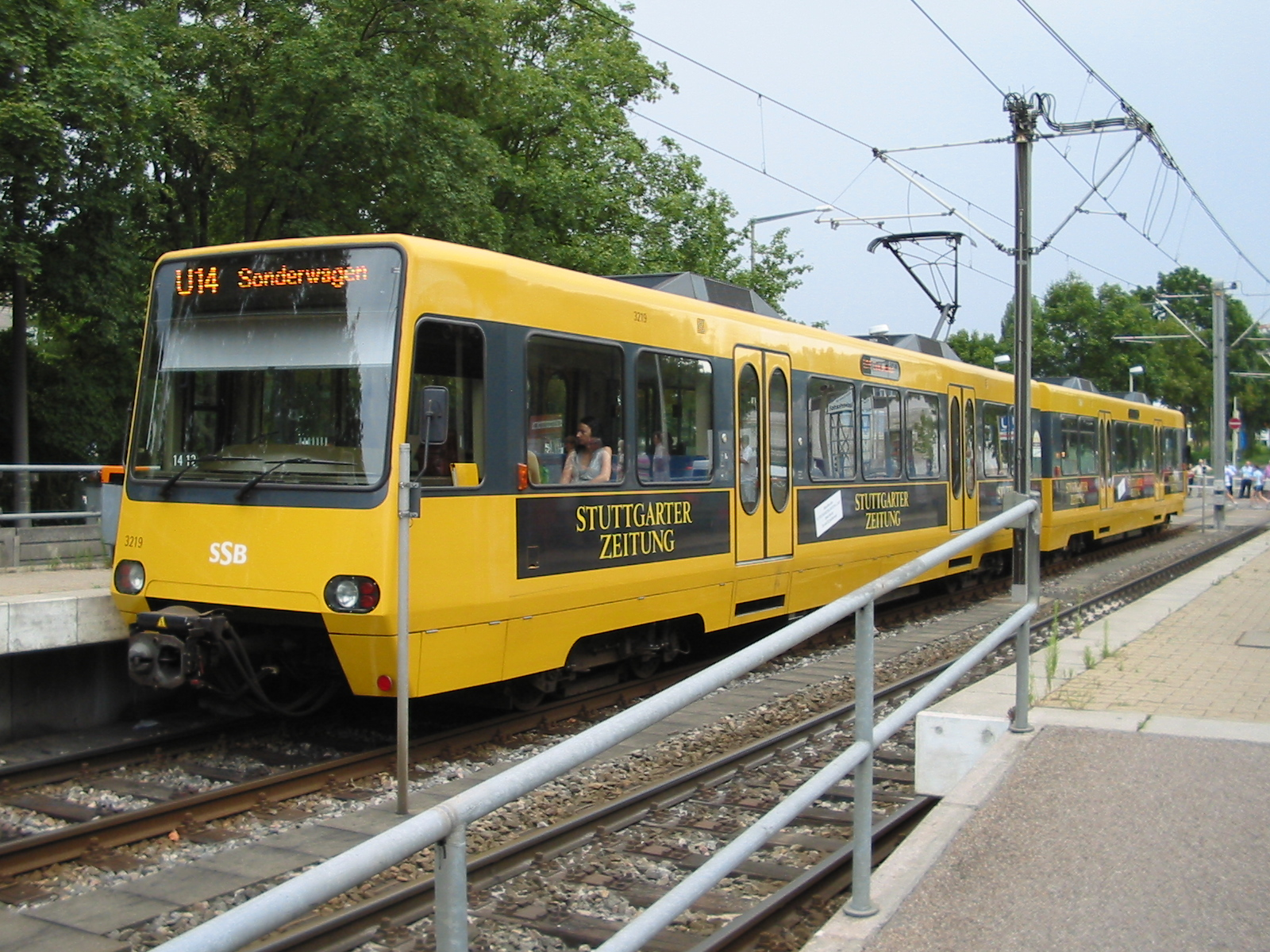
Stuttgarter Stadtbahnzug vom Typ DT 8

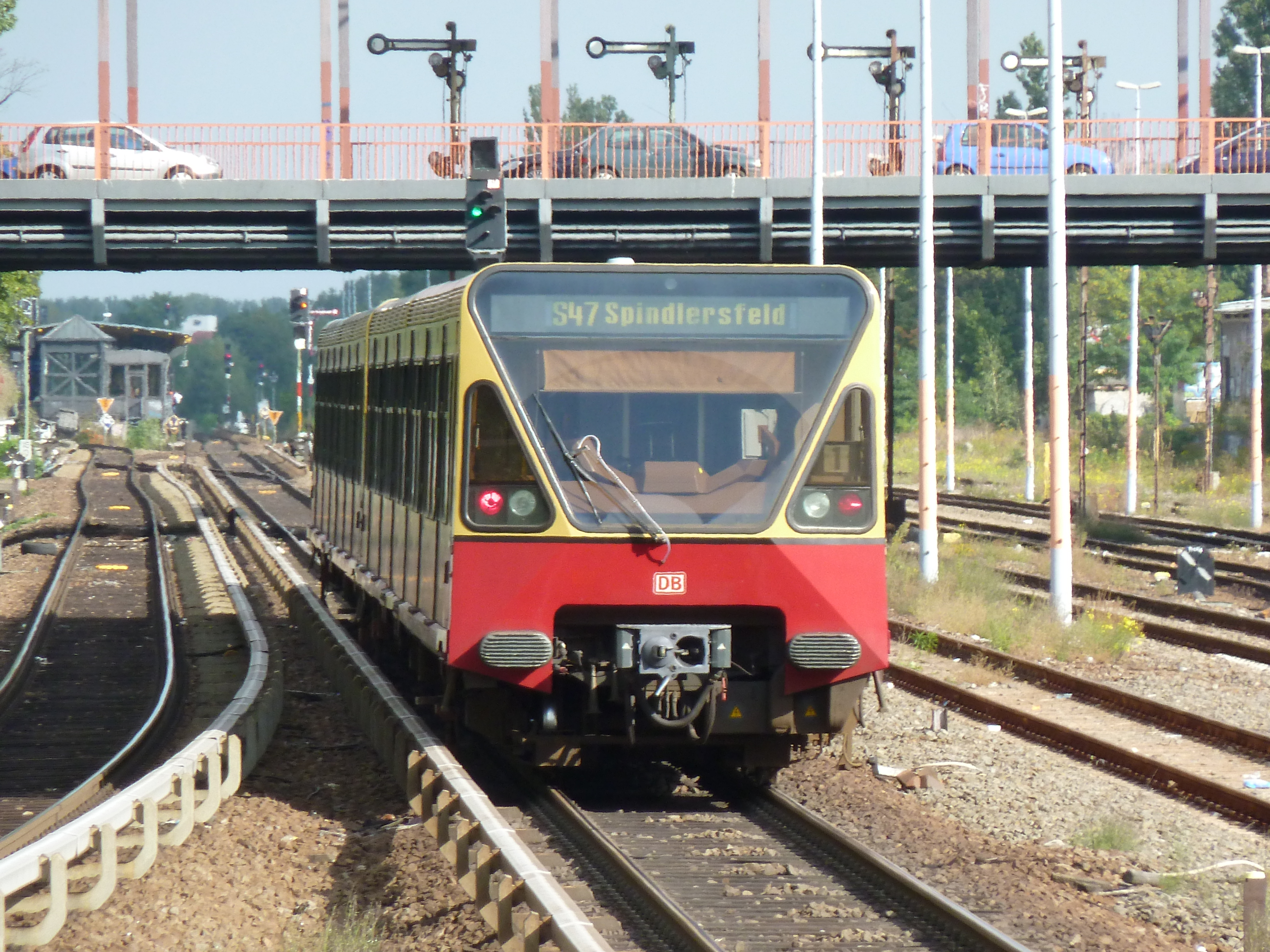
Berliner S-Bahn-Zug der Baureihe 480

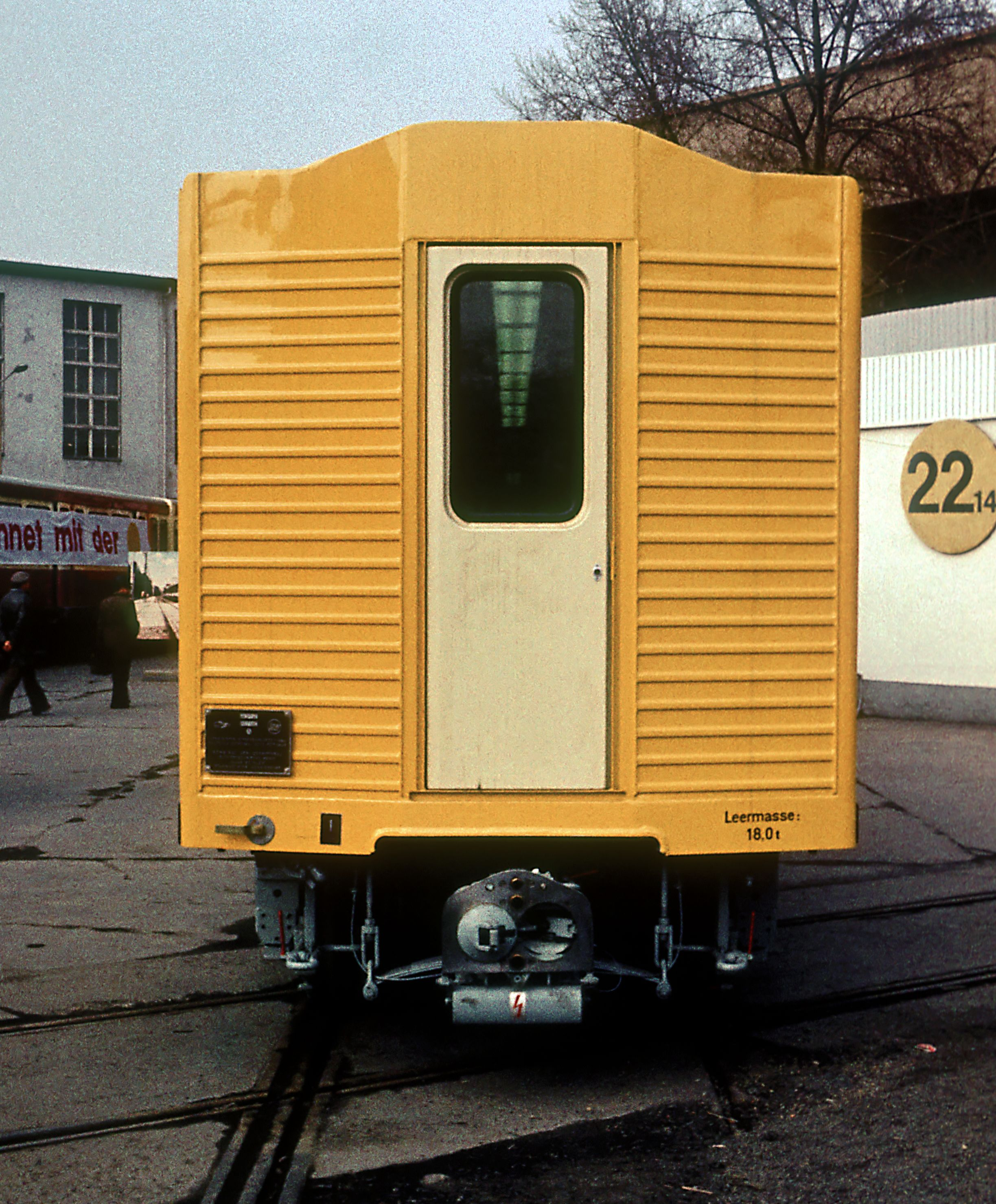
Führerstandsloses Ende eines Doppeltriebwagens der Berliner U-Bahn-Baureihe G

Als Doppeltriebwagen, abgekürzt DT oder DTW, werden zwei permanent miteinander verbundene Triebwagen einer Bahn bezeichnet. Meist handelt es sich hierbei um zwei mittels Kurzkupplung fest verbundene vierachsige Fahrzeuge mit je zwei Drehgestellen. Die beiden Hälften funktionieren zwar elektrisch betrachtet wie eine Doppeltraktion, können aber im Gegensatz zu dieser im laufenden Betrieb nicht voneinander getrennt werden beziehungsweise sind generell einzeln nicht fahrfähig. Oft sind wichtige Ausrüstungsteile nur in einer der beiden Hälften vorhanden, was das autonome Verkehren einer Hälfte verhindert. Doppeltriebwagen sind zueinander spiegelverkehrt aufgebaute Zweirichtungsfahrzeuge, mit jeweils einem Führerstand an den äußeren Enden der Fahrzeugkombination. Elektrisch betriebene Fahrzeuge dieser Art haben häufig nur an einem Fahrzeugteil einen Stromabnehmer, wenn die beiden Wagen durch die (Kurz-)Kupplung elektrisch miteinander verbunden sind.
Ferner wird zwischen Doppeltriebwagen mit und ohne Übergangsmöglichkeit zwischen den beiden Fahrzeugteilen unterschieden. Doppeltriebwagen mit Übergang ähneln bauartmäßig stark einem Gelenkfahrzeug. Teilen sich die beiden Wagenkästen hingegen ein gemeinsames Jakobsdrehgestell oder sind aufeinander aufgesattelt, wird nicht mehr von einem Doppeltriebwagen, sondern einem Gelenktriebwagen gesprochen.
Eng mit den Doppeltriebwagen verwandt sind außerdem die früher vor allem in Ungarn eingesetzten Zwillingstriebwagen bei der Straßenbahn, die manchmal ebenfalls Doppeltriebwagen genannt werden. Diese bestanden jedoch aus zwei identischen Wagen, hatten keine Übergangsmöglichkeit und wurden zudem oft erst nachträglich zusammengefügt.

## Beispiele

### Eisenbahn
- Sächsischer E 1 (1904)
- Wittfeld-Akkumulatortriebwagen (ab 1909)
- DR 581/582 bis 615/616 (ab 1926)
- SBB RAe 4/8 1021 (1939)
- DR 137 326 … 376 (ab 1940)
- ČSD-Baureihe M 485.0 (1943)
- 210–212 der Köln-Bonner Eisenbahnen (1964)
- ABDe 8/8 4001–4004 der Montreux-Berner Oberland-Bahn (ab 1968)
- Baureihe 628.0 der Deutschen Bundesbahn (ab 1974)
- LHB VT 2E (ab 1976)
- Be 8/8 21/22–31/32 der Forchbahn (ab 1976)
- Bhe 4/8 der Monte Generoso-Bahn (ab 1982)
- BDhe 4/8 der Wengernalpbahn (1988)
- Baureihe 610 der Deutschen Bundesbahn (ab 1992)
- Baureihe 5147 der Österreichischen Bundesbahnen (ab 1992)
- Baureihe 628.9/629 der Deutschen Bahn (ab 1994)
- Baureihe 611 der Deutschen Bahn (ab 1996)
- Baureihe 612 der Deutschen Bahn (ab 1998)

### S-Bahn
- BVG-Baureihe 480 der S-Bahn Berlin (ab 1986)

### U-Bahn
- BVG-Baureihe D der U-Bahn Berlin (ab 1956)
- HHA Typ DT1 der U-Bahn Hamburg (ab 1958)
- BVG-Baureihe A3 der U-Bahn Berlin (ab 1960)
- HHA Typ DT2 der U-Bahn Hamburg (ab 1962)
- HHA Typ DT3 der U-Bahn Hamburg (ab 1966)
- MVG-Baureihe A der U-Bahn München (ab 1967)
- VAG-Baureihe DT1 der U-Bahn Nürnberg (ab 1970)
- Triebwagen U der U-Bahn Wien (ab 1972)
- BVG-Baureihe F der U-Bahn Berlin (ab 1973)
- BVG-Baureihe G der U-Bahn Berlin (ab 1974); Doppeltriebwagen mit nur einem Führerstand
- MVG-Baureihe B der U-Bahn München (ab 1981)
- HHA Typ DT4 der U-Bahn Hamburg (ab 1988)
- VAG-Baureihe DT2 der U-Bahn Nürnberg (ab 1993)
- VAG-Baureihe DT3 der U-Bahn Nürnberg (ab 2004)

### Stadtbahn
- SSB DT 8 der Stadtbahn Stuttgart (ab 1981)